# وليام مارفيل
وليام مارفيل (بالإنجليزية: William Marvell)‏ كان جلادا إنجليزي في القرن الثامن عشر.
عمل مارفيل تاجرا في الحدادة،  أجريت بدأ عمل في الشنق في عام 1715. وقد خسر وظيفته بسبب الديون المترامة عليه في نوفمبر 1717, وبعد عامين أدين بتهمة سرقة بعد سرقة «10 منديل حريري.»